# ناتان کامرون
ناتان کامرون (انگلیسی: Nathan Cameron؛ زادهٔ ۲۱ نوامبر ۱۹۹۱) بازیکن فوتبال اهل بریتانیا است.
از باشگاه‌هایی که در آن بازی کرده‌است می‌توان به باشگاه فوتبال مکلسفیلد تاون، باشگاه فوتبال بری، باشگاه فوتبال نانیتون تاون، باشگاه فوتبال کاونتری سیتی، و باشگاه فوتبال نورث‌همپتون تاون اشاره کرد.
وی همچنین در تیم ملی فوتبال زیر ۲۰ سال انگلستان بازی کرده‌است.